# Bożena Czwojdrak
Bożena Czwojdrak (ur. 1972) – polska specjalistka w zakresie mediewistyki, dr hab. nauk humanistycznych, adiunkt Instytutu Historii Wydziału Humanistycznego Uniwersytetu Śląskiego w Katowicach.

## Życiorys
W 1997 ukończyła studia historyczne na Uniwersytecie Śląskim w Katowicach, 15 maja 2001 obroniła pracę doktorską Rogowscy herbu Działosza - podskarbiowie królewscy. Studium z dziejów możnowładztwa w drugiej połowie XIV i w XV wieku (promotor prof. Idzi Panic), 19 marca 2013 habilitowała się na podstawie pracy zatytułowanej Zofia Holszańska. Studium o dworze i roli królowej w późnośredniowiecznej Polsce.
Objęła funkcję adiunkta w Instytucie Historii na Wydziale Humanistycznym Uniwersytetu Śląskiego w Katowicach.
Była zastępcą dyrektora Instytutu Historii na Wydziale Nauk Społecznych Uniwersytetu Śląskiego w Katowicach.
Należy do  Komisji Historycznej PAN, Towarzystwa Naukowego Societas Vistulana. Jest wiceprezesem Polskiego Towarzystwa Heraldycznego oddział w Krakowie, przewodniczącą Zespołu Studiów Słowiańskich i Wschodnioeuropejskich Komitetu Nauk Historycznych PAN (http://www.knh.pan.pl/index.php/lista-komisji-knh/komisja-studiow-sowiaskich), kierownikiem Zespołu Badań nad Dworami i Elitami Władzy przy Instytucie Historii PAN w Warszawie (https://ihpan.edu.pl/struktura/zespol-do-badan-nad-dworami-i-elitami-wladzy), a także członkiem Zespołu Badań nad Dworami i Rezydencjami (Výzkumné centrum dvory a rezidence ve středovèku http://www.hiu.cas.cz/cs/organizacni-struktura/vyzkumne-centrum-dvory-a-rezidence-ve-stredoveku.ep/) przy Instytucie Historii Akademii Nauk Republiki Czeskiej. Od 2020 członkini Komitetu Nauk Historycznych.
Jest jedną z konsultantek serialu Korona królów.

## Ważniejsze publikacje
- Rogowscy herbu Działosza podskarbiowie królewscy. Studium z dziejów możnowładztwa w drugiej połowie XIV i w XV wieku, Katowice 2002.
- Zofia Holszańska. Studium o roli i dworze królowej w późnośredniowiecznej Polsce , Warszawa 2012.